# Strzałka (element kopyta koniowatych)

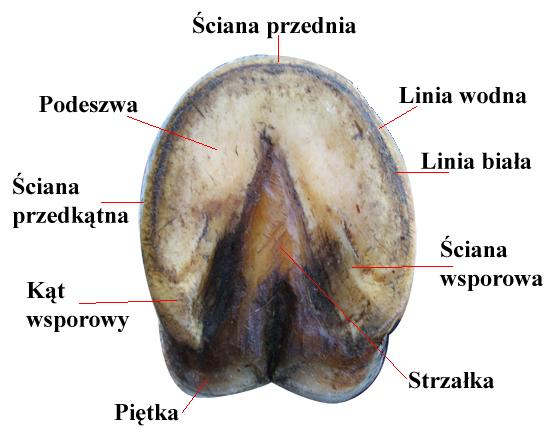

Strzałka, strzałka kopytowa (łac. furca ungulae), strzałka rogowa (łac. furca cornea) – element spodniej części kopyta koniowatych (tzw. podeszwy) o kształcie szerokiej strzały. 
Strzałka wykształca się ze zrogowaciałej opuszki palcowej i wraz z blaszkami: grzbietową (łac. lamina dorsalis) i podeszwową (łac. lamina plantaris) buduje rogową puszkę kopytową (łac. capsula cornea). Ma ona formę ostro-klinowatą i wciska się od tyłu we wklęsłą krawędź wewnętrzną blaszki podeszwowej. Górną swą powierzchnią łączy się z miazgą strzałkową  (łac. corium furcale), będącą jej ośrodkiem twórczym. Dolna powierzchnia strzałki zaopatrzona jest w owalnej formy rowek strzałkowy (łac. sulcus furcalis), otoczony parą symetrycznie biegnących odnóg strzałkowych, ku przodowi łączących się w wierzchołek strzałkowy (łac. apex furcalis). Część nasadowa strzałki, czyli jej podstawa przechodzi ku tyłowi w piętki (łac. tori digitales).